# Grand Prix de la Forêt-Noire
Le Grand Prix de la Forêt-Noire (en allemand : GP Schwarzwald) est une course cycliste allemande disputée dans la Forêt-Noire, dans le land de Bade-Wurtemberg. Créé en 2002, il fait partie de l'UCI Europe Tour depuis 2005, en catégorie 1.1, et de la coupe d'Allemagne depuis 2006. À partir de 2004, l'arrivée et le départ de la course sont situés à Triberg.

## Palmarès
| Année | Vainqueur          | Deuxième             | Troisième           |
| ----- | ------------------ | -------------------- | ------------------- |
| 2002  | Jørgen Bo Petersen | Leonardo Bertagnolli | Torsten Hiekmann    |
| 2003  | Torsten Hiekmann   | Björn Glasner        | Non-attribué        |
| 2004  | Markus Fothen      | Sylwester Szmyd      | Tomislav Dančulović |
| 2005  | Fabian Wegmann     | Fortunato Baliani    | Jörg Ludewig        |
| 2006  | Jure Golčer        | Steve Morabito       | Hrvoje Miholjević   |
| 2007  | Radoslav Rogina    | Matija Kvasina       | Peter Velits        |
| 2008  | Mathias Frank      | Marco Pinotti        | Stefan Schumacher   |
| 2009  | Heinrich Haussler  | Jan Bakelants        | Johannes Fröhlinger |